# Giovanni Paolo Cima
Giovanni Paolo Cima, també conegut amb el nom de Gian Paolo Cima (1570 – Milà, 1622) fou un compositor i organista italià.
Cima va viure en l'època del Barroc i fou contemporani de Claudio Monteverdi i Girolamo Frescobaldi. Provenia d'una família de músics i fou una de les figures principals dintre de la música de Milà, germà d'Andrea Cima. Va ser director de música i organista a Saint Marie de la Capella San Celso de Milà el 1610. Fou un conservador de la música d'església en general, però en la seva obra instrumental es mostrà més innovador. Va ser el primer compositor a publicar trios sonates, i d'aquest fet en feu ús en la combinació de dos instruments aguts i el baix continu. Va publicar una sonata en trio (per a violí, cornett i baix continu), en la seva col·lecció de 1610. Es tracta d'una obra d'un sol moviment, composta a través d'una integració temàtica i una exhibició virtuosa.
Cima va morir a Milà durant la pesta de 1630, a l'edat d'uns 60 anys. El seu fill Giovanni Battista Cima no s'ha de confondre amb el pintor Giovanni Battista Cima, anomenat Cima da Conegliano, que no tenia cap relació.

## Obres principals
- 1599: Il primo libro delli motetti, per a quatre veus
- 1602: Ricercare per a orgue
- 1606: Partito di ricercari & canzoni alla francese
- 1610: Concerti ecclesiastici, per a 8 veus, juntament amb una missa, dos Magnificats, i sis sonates de 2 a 4 instruments i baix continu.